# Coccorchestes kaindi
Coccorchestes kaindi is een spinnensoort uit de familie springspinnen (Salticidae). De soort komt voor in Nieuw-Guinea.